# Hunnebrock
Hunnebrock ist ein Stadtteil im Süden der ostwestfälischen Stadt Bünde.
Vom Mittelalter bis zur Franzosenzeit gehörte die Bauerschaft Hunnebrock zur Vogtei Enger im Amt Sparrenberg der Grafschaft Ravensberg. Von 1807 bis 1813 gehörte der Ort zum Kanton Bünde, der von 1807 bis 1810 zum Königreich Westphalen und von 1811 bis 1813 zum Kaiserreich Frankreich gehörte. 1815 kam Hunnebrock zur preußischen Provinz Westfalen und darin 1816 zum Kreis Bünde, der 1832 im Kreis Herford aufging. Im Kreis Herford gehörte die Gemeinde Hunnebrock zunächst zum Amt Bünde und seit 1902 zum Amt Ennigloh.
Am 1. Januar 1969 wurde Hunnebrock durch das Herford-Gesetz nach Bünde eingemeindet.
Hunnebrock hat 3501 Einwohner (Stand: 31. März 2022) und ist damit der siebtgrößte Stadtteil Bündes.
Hunnebrock gehört zur evangelischen Kirchengemeinde Hunnebrock-Hüffen-Werfen. Die Johanneskirche steht allerdings in Hüffen.
Größter Sportverein ist der TuS Hunnebrock. In Hunnebrock befindet sich eine der zehn Grundschulen der Stadt Bünde, sie wird Grundschule Hunnebrock genannt.